# 1950年の日本シリーズ
1950年の日本シリーズ（第1回プロ野球日本選手権試合・日本ワールドシリーズ）は、セントラル・リーグ優勝チームの松竹ロビンス（松竹）と、パシフィック・リーグ優勝チームでこの年に創設した毎日オリオンズ（毎日）による第1回日本選手権シリーズである。

## 概要
この年はフランチャイズがまだ制度化されておらず、シリーズは1試合ごとに会場を代えて行われた。またホーム扱い（後攻め）は奇数試合が松竹、偶数試合は毎日がそれぞれ当たった。
また、セ・リーグのペナントレースは優勝した松竹のほか、中日、西日本、国鉄、広島の4チームが所定の140試合を消化しきれずに日本シリーズに突入したが、順位が確定した状態であったのと、できるだけ11月中に当大会を終わらせる都合のため、以上の4チームが関係する7試合（当該項目参照）は代替開催をせず11月20日までで公式戦を打ち切った。
始球式は当時サンフランシスコ・シールズ監督のフランク・オドゥールが投手。当時日本を統治していた連合国軍総司令部のウィリアム・マーカット少将が捕手。ニューヨーク・ヤンキースのジョー・ディマジオ選手が打者を勤めた。
初代・日本一球団となった毎日は千葉ロッテマリーンズ（ロッテ）の前身球団であり、ロッテは以後、年間勝率1位によるリーグ優勝をした上での日本一に一度もなっておらず、日本プロ野球全12球団の中で最も遠ざかっている。

## 試合結果
| 日付                           | 試合   | ビジター球団（先攻） | スコア | ホーム球団（後攻） | 開催球場       | 開始時刻 | 入場者数 |
| ------------------------------ | ------ | -------------------- | ------ | ------------------ | -------------- | -------- | -------- |
| 11月22日（水）                 | 第1戦  | 毎日オリオンズ       | 3 - 2  | 松竹ロビンス       | 明治神宮野球場 | 13時16分 | 23,018人 |
| 11月23日（木）                 | 第2戦  | 松竹ロビンス         | 1 - 5  | 毎日オリオンズ     | 後楽園球場     | 13時1分  | 35,541人 |
| 11月24日（金）                 | 移動日 | 移動日               | 移動日 | 移動日             | 移動日         | 移動日   | 移動日   |
| 11月25日（土）                 | 第3戦  | 毎日オリオンズ       | 6 - 7x | 松竹ロビンス       | 甲子園球場     | 13時30分 | 19,399人 |
| 11月26日（日）                 | 第4戦  | 松竹ロビンス         | 5 - 3  | 毎日オリオンズ     | 阪急西宮球場   | 13時31分 | 35,518人 |
| 11月27日（月）                 | 第5戦  | 毎日オリオンズ       | 3 - 2  | 松竹ロビンス       | 中日球場       | 12時59分 | 12,630人 |
| 11月28日（火）                 | 第6戦  | 松竹ロビンス         | 7 - 8x | 毎日オリオンズ     | 大阪球場       | 13時29分 | 22,035人 |
| 優勝：毎日オリオンズ（初優勝） |        |                      |        |                    |                |          |          |

### 第1戦
|                | 1 | 2 | 3 | 4 | 5 | 6 | 7 | 8 | 9 | 10 | 11 | 12 | R | H | E |
| -------------- | - | - | - | - | - | - | - | - | - | -- | -- | -- | - | - | - |
| 毎日オリオンズ | 0 | 1 | 0 | 0 | 0 | 0 | 0 | 0 | 0 | 0  | 0  | 2  | 3 | 9 | 1 |
| 松竹ロビンス   | 0 | 0 | 0 | 0 | 0 | 0 | 0 | 1 | 0 | 0  | 0  | 1  | 2 | 7 | 2 |

1. （毎日1勝）
2. 毎：若林（12回）
3. 松：大島（12回）
4. 勝利：若林（1勝）
5. 敗戦：大島（1敗）
6. 審判
［球審］島
［塁審］一塁：横沢三、二塁：津田、三塁：上田
［外審］左翼：浜崎、右翼：杉村
7. 試合時間：2時間34分

記念すべきシリーズ最初の試合は、松竹・大島と毎日・若林の投げ合いで始まった。毎日は2回表に片岡のヒットで先制。松竹は8回裏に三村が同点のヒットを上げる。そのまま延長戦に突入し、毎日が12回表、伊藤が2点タイムリーの二塁打を放つ。その裏松竹も木村勉の一塁ゴロの間に1点を返すが、後続を断った毎日がシリーズ最初の勝利。大島と若林はともに12回完投した。
公式記録関係（日本野球機構ホームページ）

### 第2戦
|                | 1 | 2 | 3 | 4 | 5 | 6 | 7 | 8 | 9 | R | H  | E |
| -------------- | - | - | - | - | - | - | - | - | - | - | -- | - |
| 松竹ロビンス   | 0 | 0 | 0 | 0 | 0 | 0 | 0 | 1 | 0 | 1 | 7  | 0 |
| 毎日オリオンズ | 2 | 0 | 2 | 0 | 1 | 0 | 0 | 0 | X | 5 | 13 | 1 |

1. （毎日2勝）
2. 松：江田（3回）、井筒（5回）
3. 毎：野村武（9回）
4. 勝利：野村武（1勝）
5. 敗戦：江田（1敗）
6. 本塁打
毎：呉1号ソロ（1回・江田）
7. 審判
［球審］二出川
［塁審］一塁：筒井、二塁：浜崎、三塁：津田
［外審］左翼：杉村、右翼：上田
8. 試合時間：1時間38分

毎日は1回裏、呉のシリーズ初の本塁打などで2点を先制。3回と5回にも点を挙げて試合を優位に進める。投げても野村武が松竹打線を1点に抑えて完投。毎日が2連勝とした。
公式記録関係（日本野球機構ホームページ）

### 第3戦
|                | 1 | 2 | 3 | 4 | 5 | 6 | 7 | 8 | 9  | R | H | E |
| -------------- | - | - | - | - | - | - | - | - | -- | - | - | - |
| 毎日オリオンズ | 1 | 0 | 0 | 1 | 0 | 0 | 4 | 0 | 0  | 6 | 8 | 2 |
| 松竹ロビンス   | 0 | 0 | 0 | 4 | 0 | 0 | 0 | 0 | 3x | 7 | 7 | 2 |

1. （毎日2勝1敗）
2. 毎：佐藤（3回0/3）、荒巻（5回1/3）
3. 松：真田（9回）
4. 勝利：真田（1勝）
5. 敗戦：荒巻（1敗）
6. 本塁打
毎：本堂1号ソロ（4回・真田）、荒巻1号2ラン（7回・真田）
7. 審判
［球審］島
［塁審］一塁：上田、二塁：筒井、三塁：横沢三
［外審］左翼：浜崎、右翼：津田
8. 試合時間：1時間54分

毎日が序盤に2点リードするも、松竹は4回裏に大岡のヒットと荒川昇の3塁打で計4点を奪い逆転に成功。しかし毎日も7回表に途中登板の荒巻の2ラン本塁打などで再び逆転し2点リードを奪う。それでも松竹は9回裏荒巻を攻めると、金山の押し出し四球と、三村の2点タイムリーで逆転サヨナラ。松竹がシリーズ初勝利。
公式記録関係（日本野球機構ホームページ）

### 第4戦
|                | 1 | 2 | 3 | 4 | 5 | 6 | 7 | 8 | 9 | R | H | E |
| -------------- | - | - | - | - | - | - | - | - | - | - | - | - |
| 松竹ロビンス   | 1 | 0 | 0 | 3 | 0 | 1 | 0 | 0 | 0 | 5 | 7 | 0 |
| 毎日オリオンズ | 1 | 0 | 0 | 0 | 0 | 0 | 0 | 0 | 2 | 3 | 8 | 2 |

1. （2勝2敗）
2. 松：大島（9回）
3. 毎：若林（9回）
4. 勝利：大島（1勝1敗）
5. 敗戦：若林（1勝1敗）
6. 本塁打
松：岩本1号2ラン（4回・若林）
7. 審判
［球審］二出川
［塁審］一塁：津田、二塁：杉村、三塁：浜崎
［外審］左翼：筒井、右翼：上田
8. 試合時間：1時間42分

初回に互いが1点を取り合った後の4回表、松竹は岩本の2ラン本塁打と荒川昇の二塁打で勝ち越し。6回表にも木村勉のヒットで追加点を挙げる。9回裏毎日は3連打で2点を返すものの大島が最後を抑えて、松竹が2勝2敗のタイに戻した。
公式記録関係（日本野球機構ホームページ）

### 第5戦
|                | 1 | 2 | 3 | 4 | 5 | 6 | 7 | 8 | 9 | R | H | E |
| -------------- | - | - | - | - | - | - | - | - | - | - | - | - |
| 毎日オリオンズ | 1 | 0 | 0 | 0 | 0 | 0 | 1 | 0 | 1 | 3 | 6 | 1 |
| 松竹ロビンス   | 1 | 0 | 0 | 1 | 0 | 0 | 0 | 0 | 0 | 2 | 5 | 1 |

1. （毎日3勝2敗）
2. 毎：野村武（9回）
3. 松：真田（8回2/3）、大島（1回1/3）
4. 勝利：野村武（2勝）
5. 敗戦：真田（1勝1敗）
6. 審判
［球審］島
［塁審］一塁：横沢三、二塁：筒井、三塁：上田
［外審］左翼：浜崎、右翼：杉村
7. 試合時間：1時間49分

毎日が初回に土井垣のヒットで先制。その裏松竹は岩本の遊ゴロで同点に追いつく。4回裏に松竹が1点勝ち越すも、毎日は7回表に呉のヒットで同点とする。そのまま9回表毎日は相手のミスで1点勝ち越し。その裏野村武が0点に抑えてシリーズ2連勝。毎日が日本一に王手をかけた。
公式記録関係（日本野球機構ホームページ）

### 第6戦
|                | 1 | 2 | 3 | 4 | 5 | 6 | 7 | 8 | 9 | 10 | 11 | R | H  | E |
| -------------- | - | - | - | - | - | - | - | - | - | -- | -- | - | -- | - |
| 松竹ロビンス   | 0 | 1 | 2 | 0 | 2 | 1 | 0 | 1 | 0 | 0  | 0  | 7 | 15 | 6 |
| 毎日オリオンズ | 0 | 0 | 6 | 1 | 0 | 0 | 0 | 0 | 0 | 0  | 1x | 8 | 9  | 0 |

1. （毎日4勝2敗）
2. 松：江田（2回2/3）、大島（8回）
3. 毎：荒巻（4回0/3）、若林（3回2/3）、野村武（3回1/3）
4. 勝利：野村武（3勝）
5. 敗戦：大島（1勝2敗）
6. 本塁打
松：岩本2号ソロ（2回・荒巻）、岩本3号2ラン（3回・荒巻）
7. 審判
［球審］二出川
［塁審］一塁：筒井、二塁：横沢三、三塁：杉村
［外審］左翼：津田、右翼：上田
8. 試合時間：2時間40分

後がない松竹は岩本の2打席連続の本塁打などで3回までに3点を奪う。しかし毎日は3回裏に3連打を含む打者一巡で一挙6点を奪う。4回裏にも別当のヒットで1点を追加する。松竹は直後の5回表に2点を取り反撃。6回表にも1点、そして8回表に三村の犠牲フライで同点とする。その後第1戦以来となる延長戦に突入。11回裏毎日が2死1、3塁とチャンスを迎え、伊藤が打席に入るも、打球は三塁ゴロ。だが三塁手・真田が2塁へ悪送球。これを見た三塁走者が本塁へ生還してサヨナラ勝ち。毎日が劇的な展開で初代シリーズ王者となった。
公式記録関係（日本野球機構ホームページ）

## 表彰選手
- MVP：別当薫（毎日）

## ラジオ中継
当時はまだ民放局（ラジオ）がなかったためNHKラジオ第2が全試合中継した。
- 実況アナウンサー
  - 第1戦：志村正順
  - 第2戦：飯田次男
  - 第3戦：倉田充男
  - 第4戦：天野脩次郎
  - 第5戦：小坂秀二
  - 第6戦：